# Eurhynchium semitortum
Eurhynchium semitortum là một loài Rêu trong họ Brachytheciaceae. Loài này được (A. Jaeger) Paris mô tả khoa học đầu tiên năm 1896.